# Daniele Piller Roner
Daniele Piller Roner (Sappada, 7 settembre 1990) è un ex biatleta, fondista e allenatore di sci nordico italiano.

## Biografia
Sappadino, ha preso parte a due edizioni dei Mondiali giovanili, Val Martello 2007 (73º in sprint, 53º in inseguimento) e Ruhpolding 2008 (40º in sprint, 53º in inseguimento), a una dei Mondiali juniores, Nové Město 2011 (31º in sprint, 49º in inseguimento, 33º in individuale) e ad alcune gare della Coppa Europa juniores.
Ha rappresentato l'Italia al Festival olimpico della gioventù europea di Tampere 2007, conquistando il nono posto sia nella sprint di che nell'inseguimento.
Nel 2009 è arrivato terzo agli assoluti disputati sul tracciato di Forni Avoltri, nella staffetta 4x7,5 km, assieme ai compagni di squadra Dominik Windisch e Mirco Doddi, Nel 2011 ha conquistato l'argento ai Campionati italiani juniores tenutisi all'Isolaccia, nella 15 km individuale.
Al termine dell'attività agonistica è divenuto allenatore di sci, nel settore giovanile.

## Palmarès

### Campionati italiani
- 1 medaglia:
  - 1 bronzo (staffetta nel 2009)

### Campionati italiani juniores
- 1 medaglia:
  - 1 argento (individuale nel 2011)

### Campionati italiani giovanili
- 3 medaglie[senza fonte]:
  - 1 argento (sprint nel 2007)[senza fonte]
  - 2 bronzi (inseguimento, partenza in linea nel 2008)[7]